# Demoscenen
Demoscenen (av engelska demo scene, av demo ’demo’ och scene ’scen’) är en internationell, löst sammansatt, datorbaserad undergroundscen för olika konstnärliga uttryck centrerade kring datorer. Exempel på sådan konst kan ses på Pouet.net. År 2020 lade Finland demoscenen till sin nationella UNESCO-lista över finska immateriella kulturarv. Därtill har Tyskland 2021 och Holland 2023 gjort detsamma för sina nationella kulturarv. I mars 2025 lade också Sverige till demoscenen på sin lista över levande kulturarv (där Statens musikverk står som expertnod).

## Historia

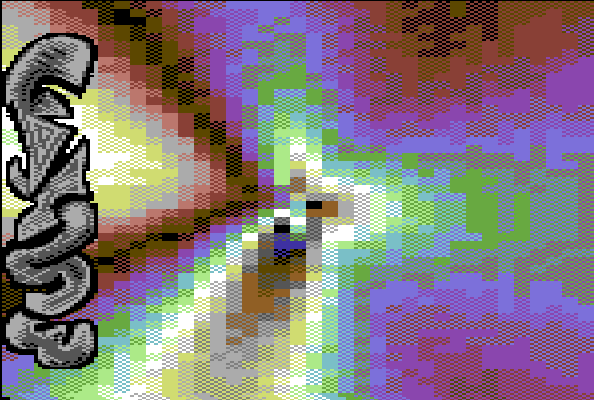
Skärmdump från Byterapers demo "Follow the Sign III" (Commodore 64)

Demoscenen är sprungen ur crackerscenen, den undergroundscen som i början på 1980-talet bildades av de grupper som ägnade sig åt crackning av programvara på bland annat Commodore 64:n. För att skryta med sina crack lade grupperna till en text eller en bild före programstarten, där gruppens namn och kontaktinformation visades. Med tiden utvecklades denna del av cracket till en längre sekvens (från början kallat intro och senare kallat cracktro, av crack intro), där gruppen gav prov på sina programmeringskunskaper genom en ljud- och bildshow. Det dröjde inte länge innan introna slet sig loss och blev självständiga program, demon. En variant av demon, ibland kallade BBStro, användes för att marknadsföra BBSer.
Under slutet av 1980-talet och början på 1990-talet var Commodore 64, Atari ST och Amiga de främsta plattformarna för demoscenen. Först 1993, när gruppen Future Crew släppte demot ”2nd Reality”, slog den MS-DOS-baserade PC:n igenom.

## Konstarter
Demoscenen hyser utövare av flera olika konstarter. Gemensamt för dem alla är att de till största del arbetar på och skapar sin konst med hjälp av datorer.

### Programmering
Demoscenen bildades av skickliga programmerare, hackare och crackare, så det är inte konstigt att programmering är en central del och en egen konstart. De främsta uttrycksformerna är demon och intron, men det finns även rum för användbar programvara, inte sällan i anknytning till demoscenen, såsom musikkompositionsprogram och 3D-renderingsprogram.
Programmeringstävlingar finns av olika slag och görs oftast i olika kategorier. Oftast går de till så att de tävlande demona visas på en storskärm, varefter en jury eller publiken får rösta fram en vinnare. Originalitet och nyskapande i form av nya upplevelser för publiken är en genomgående och viktig ingrediens som belönas.
Storleken på en demo visar på programmerarens skicklighet att skriva kompakt och effektiv programkod. I programmeringstävlingar finns därför ofta flera storleksbegränsade kategorier, oftast 4 KiB och 64 KiB. Det finns även tävlingar där en uppgift ska lösas så kompakt som möjligt, så att minst programstorlek vinner.
En demo innehåller alltid grafik av något slag, och ofta, men inte alltid, musik därtill. Oftast räknas grafiska effekter, icke designade element samt animering till programmeringskonsten, medan statisk grafik och designade element räknas till grafisk konst.

### Musik

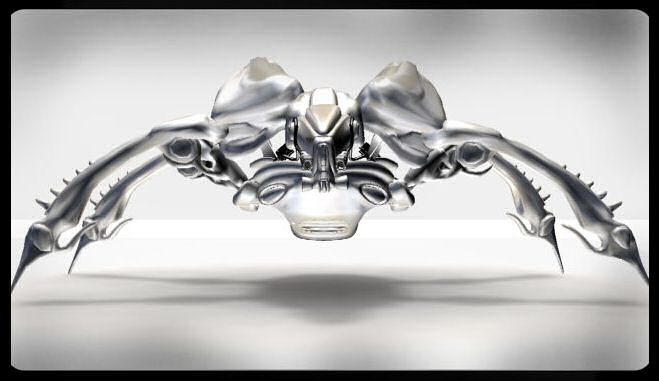
PC-demo: Interceptor av Black Maiden

De första demona saknade ofta ljud, bland annat på grund av de dåvarande datorernas begränsade ljudkapacitet. Det var en konst i sig att programmera såväl ljud som musik. Under 1980- och 1990-talen blev trackerprogram populära. De skrevs ofta av demoscenanhängare, och inte sällan av just den anledningen att sammanfoga det grafiska demot med musik. Musikfilerna kallas moduler eller ”moddar”, och musikformatet refereras till som mod- eller modulmusik. Populära trackerprogram var till Amigan Protracker, som kan sägas vara urfadern till moderna trackerprogram, och till MS-DOS Scream Tracker 3, Fast Tracker 2 och Impulse Tracker.
Tävling i musik sker vanligen i flera kategorier, baserade på olika begränsningar. En viktig begränsning är den att bara tillåta fyra kanalers ljud, vilket kommer sig av att det ursprungliga Pro Tracker bara hade stöd för just fyra kanaler. Moduler med fler än fyra kanaler kallas multichannelmoduler. En annan kategori är chipmusik, där endast primitiva instrument som sinus- och triangelvågor får användas.
Moderna demon, som inte är storleksbegränsade, använder gärna musik i MP3-format, vilken inte nödvändigtvis behöver vara trackad.

### Grafik
Grafikkonsten inom demoscenen kan delas upp i åtminstone tre kategorier:
- pixlad grafik, där artisten har målat en bild på datorn, utan inskannad förlaga,
- renderad grafik, där artisten har använt datorer för att skapa miljöer, ofta 3D-modeller, samt
- design av till exempel demon, vilket inkluderar 3D-modeller och texturer.

## Tävlingar, compon och demopartyn

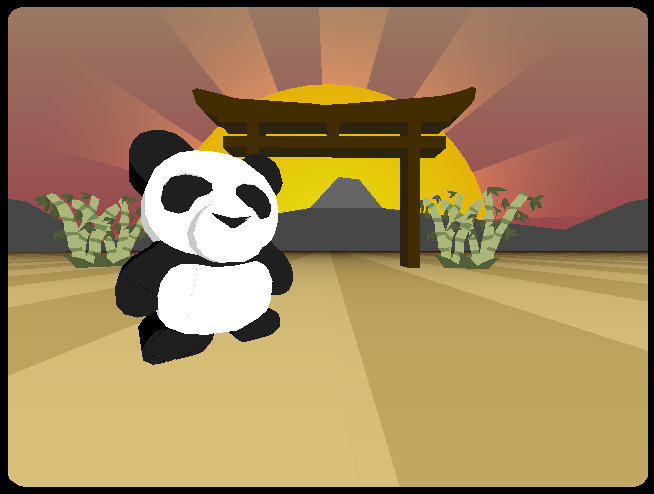
64k-intro (PC): Pocket Safari av Black Maiden

Demon var redan från början ett sätt att visa sin skicklighet på, och såväl crack- som demogrupper tävlade såväl informellt som formellt om vem som var bäst. Det finns och har funnits flera organiserade möten där tävlingar i olika kategorier arrangeras. Dessa möten kallades från början för copypartyn, eftersom ursprungssyftet var att kopiera mjukvara. De växte ganska snart och man började ha demotävlingar, liksom med tiden flera andra tävlingar, såsom "kast med floppydisk" (vilket med tiden ändrades till "kast med liten hårddisk"). Det var därför naturligt att de efter ett tag bytte namn till demopartyn. Allt eftersom copypartyn -- och senare demopartyn -- blev populärare och vanligare så växte de i storlek och numera arrangeras de i större lokaler under flera dagar, ofta i anslutning till en helg. Dit tar demogrupper och andra intresserade sina datorer, träffas och umgås, utbyter programvara, samt ägnar sig åt att finslipa sina tävlingsbidrag.
Demoscentävlingar kallas compon. I olika kategorier tävlar grupper och personer om publikens röster. Priserna var från början mestadels i form av ära, men sedan början av 1990-talet finns det flera kommersiellt finansierade demopartyn, där stora arenor hyrs och stora priser delas ut. Några välkända demopartyn är:
- Assembly, årligt demoparty i Helsingfors i Finland, anses vara det största och kanske det finaste att vinna tävlingar på.
- Birdie, årligt demo- och spelparty i Uppsala, över 1000 besökare.
- Dreamhack, årligt demo- och spelparty i Jönköping (tidigare i Borlänge). Dreamhack har tidigare varit Sveriges största demoparty, men detta är idag endast en liten del av Dreamhack.
- The Gathering, årligt demo- och spelparty i Hamar i Norge.
- Hackerence, legendariskt 90-tals-party. Hackerence anordnades av ComUn (Computer Union) i Härnösand.
- The Party, ett tidigare årligt demoparty i Års (Aars) i Danmark, med över 3000 besökare. År 2002 var det sista året detta party skedde, sedan dess ligger det nere.

Utöver rena demoscentävlingar så arrangeras ofta lekar (suprisecompon), ofta med nördiga inslag som ”kast med liten hårddisk”, och det säljs läsk, särskilt Jolt-cola, och snabbmat.
Med kommersialiseringen av demopartyna har kraven på uppförande och etikett ökat, varför piratkopiering och utbyte av crack har bekämpats. Samtidigt har grupper utanför demoscenen fått allt mer plats i form av rena spelsektioner, där besökarna i stället tävlar i datorspelande (inte att förväxla med demoscenen).

## Influens
Demoscenen har många kopplingar till spelindustrin. Några av Nordens mest kända spelstudior började som demogrupper eller grundades av personer som möttes i demogrupper, bland andra svenska Starbreeze Studios (ursprungligen Triton Productions) och Digital Illusions CE (The Silents), samt finska Remedy Entertainment (Future Crew) och danska IO Interactive (Crionics).
Teknologi utvecklad av demoscenen har använts i flera spel, exempelvis:
- One Must Fall: 2097 av Epic MegaGames använde Future Crews ScreamTracker för att göra musiken.
- Spore av Electronic Arts använde stora mängder procedurellt innehåll, vilket är vanligt i demos. På grund av detta anlitade Will Wright programmerare från demoscenen.